# أحماض أوميغا 6 الدهنية
الأحماض الدهنية أوميجا - 6  (وتعرف أيضا باسم أوميغا-6 أو برمز ω-6) هي عائلة من الأحماض الدهنية غير المشبعة التي تكون مشتركة في وجد الرابطة المزدوجة بعد ذرة الكربون 6 مبتدئ العد من مجموعة المثيل (CH3) .